# Państwowy Instytut Wydawniczy

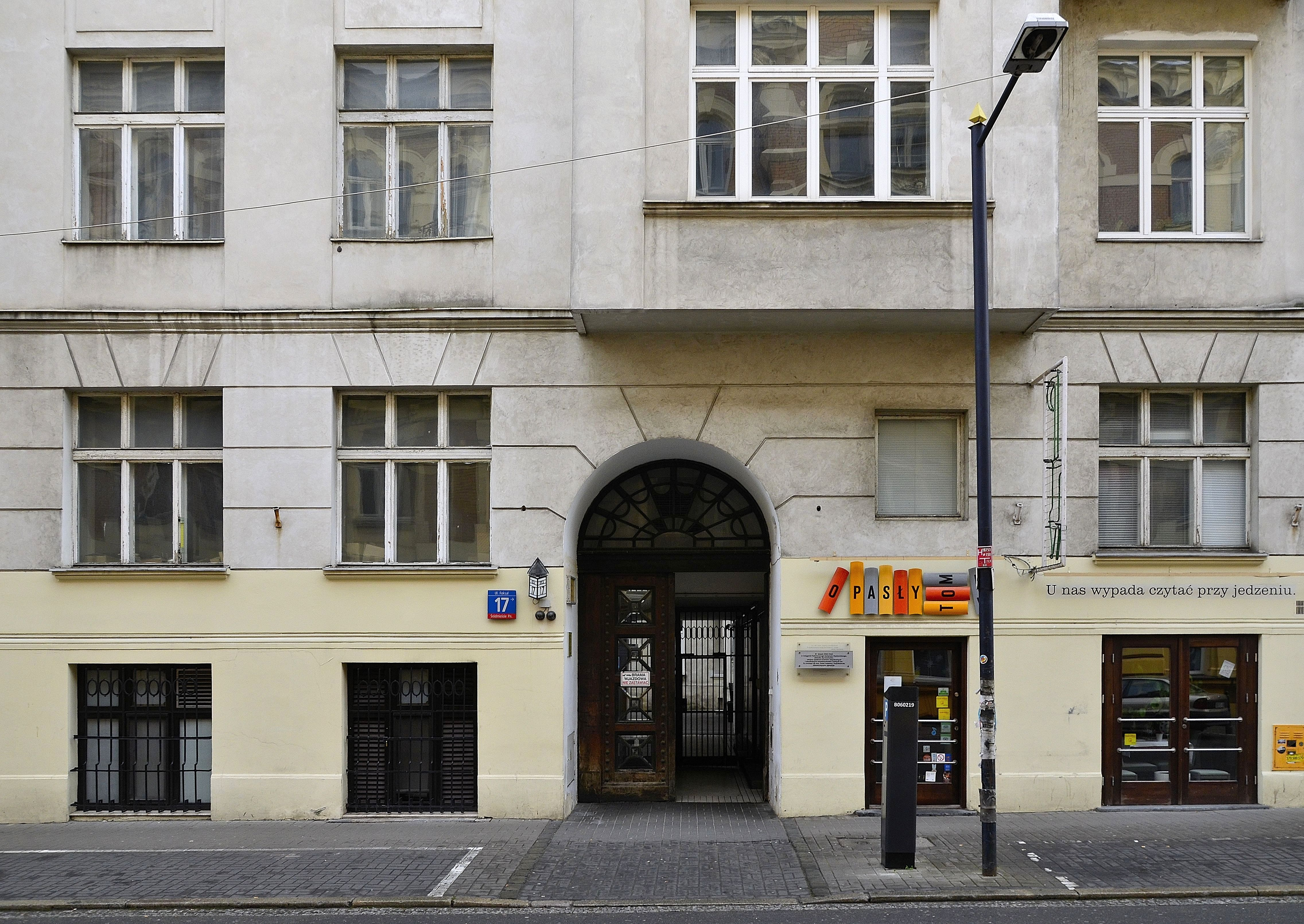
Siedziba PIW przy ul. Foksal 17 w Warszawie (2015)

Państwowy Instytut Wydawniczy (PIW) – polskie wydawnictwo założone w 1946 w Warszawie, w latach 2012–2015 w stanie likwidacji, od 2017 państwowa instytucja kultury.

## Historia
Pierwsza siedziba Państwowego Instytutu Wydawniczego mieściła się na warszawskiej Pradze, w kamienicy Hersza Gryfenberga przy ul. Targowej 63, skąd została przeniesiona do Śródmieścia, do kamienicy Henryka Lewenfiszana przy ul. Foksal 17.
Do 1989 Państwowy Instytut Wydawniczy był jednym z trzech najważniejszych polskich wydawców literatury pięknej, obok Spółdzielni Wydawniczej „Czytelnik” i Wydawnictwa Literackiego. Z okazji jubileuszu 60-lecia PIW ukazała się monografia Foksal 17 (2006) Leszka Żulińskiego poświęcona historii wydawnictwa i jego dorobkowi wydawniczemu.
W 2010 minister skarbu państwa Aleksander Grad ogłosił zamiar likwidacji Państwowego Instytutu Wydawniczego, a w 2012 jego następca Mikołaj Budzanowski wydał zarządzenie o likwidacji; w jej wyniku PIW utracił prawa autorskie do monografii Bogowie, groby i uczeni (1949) C.W. Cerama, pierwszego tytułu serii „Rodowody Cywilizacji”, Płeć mózgu (1989) Anne Moir i Davida Jessela, sztandarowego tytułu serii „Biblioteka Myśli Współczesnej”, i wielu innych. W 2014 zawiązał się społeczny Komitet Ratowania Państwowego Instytutu Wydawniczego. W 2015 minister skarbu państwa Andrzej Czerwiński uchylił decyzję o likwidacji PIW-u. 1 grudnia 2015 PIW został przekształcony w spółkę z ograniczoną odpowiedzialnością, a 19 stycznia 2017 stał się państwową instytucją kultury, podległą Ministerstwu Kultury i Dziedzictwa Narodowego.
Specjalizuje się w literaturze pięknej, historii i filozofii społecznej. Nakładem PIW-u ukazały się eseje Polska Jagiellonów (1963) i Rzeczpospolita Obojga Narodów (1967–1972) Pawła Jasienicy.
PIW jest również wydawcą publikacji encyklopedycznych. Do najbardziej znanych należą m.in. Bibliografia literatury polskiej „Nowy Korbut” (od 1963), Literatura polska (1993) Jana Tomkowskiego, Słownik mitów i tradycji kultury (1985) Władysława Kopalińskiego, Skrzydlate słowa (1990, 1998) Henryka Markiewicza i Andrzeja Romanowskiego, Mądrej głowie dość dwie słowie (1958, 1960) Juliana Krzyżanowskiego, Nowa księga przysłów i wyrażeń przysłowiowych polskich (1969–1972) pod red. Juliana Krzyżanowskiego, Księga cytatów z polskiej literatury pięknej od XIV do XX wieku (1975) Pawła Hertza i Władysława Kopalińskiego.

## Serie wydawnicze
PIW wydaje m.in. serie wydawnicze:
- „Biblioteka Arcydzieł” (BA)
- „Biblioteka Krytyki Współczesnej”
- „Biblioteka Myśli Współczesnej”
- „Biblioteka Poetów”
- „Biblioteka Poezji i Prozy”
- „Bibliotheca Mundi”
- „Biografie Sławnych Ludzi”
- „Klub Interesującej Książki” (KIK)
- „Kolekcja Poezji Polskiej XX Wieku”
- „Kolekcja Prozy Polskiej XX Wieku”
- „Nowa Proza polska”
- „Ostroga. Książki najlepsze”
- „Powieści XX wieku”
- „Rodowody Cywilizacji”
- „Współczesna Proza Światowa”
- „Życie Codzienne”

## Dyrektorzy PIW
Źródło:.
- Aleksander Bachrach – od 10.10.1945 do 31.05.1949
- Karol Kuryluk – od 1.06.1949 do 31.10.1951
- Stanisław Witold Balicki – od 1.11.1951 do 31.12.1953
- Józef Różański – od 15.07.1954 do 24.11.1954
- Adam Ostrowski – od 1.12.1954 do 31.01.1967
- Stanisław Bębenek – od 1.02.1967 do 30.05.1971
- Andrzej Wasilewski – od 1.06.1971 do 2.07.1986
- Michał Kabata – od 1.08.1986 do 31.05.1991
- Andrzej Gruszecki – od 1.06.1991 do 31.03.1995
- Wojciech Żyłko – od 1.04.1995 do 28.03.1997
- Tadeusz Nowakowski – od 28.03.1997 do 3.06.2001
- Radosław Utnik – od 4.06.2001 do 3.02.2005
- Rafał Skąpski – od 1.02.2005 do 3.07.2015 (od 16.02.2012 jako likwidator)
- Maciej Szudek – od 3.07.2015 do 15.10.2015 (likwidator)
- Wioleta Mikołajewska – od 10.2015 do 21.03.2017 (prezes PIW Sp. z o.o.)
- Łukasz Michalski – od 21.03.2017 (dyrektor PIW – państwowej instytucji kultury)[9]